# Jenna Presley
Pour les articles homonymes, voir Presley (homonymie).
Jenna Presley, née le 1er avril 1987, est une ancienne actrice pornographique américaine née à Berkeley Heights dans le New Jersey. Elle commence sa carrière dans l'industrie pornographique en 2005.
Depuis 2014, elle est cofondatrice de Lovealwaysministries, qui diffuse des entretiens ayant pour sujets Dieu et les méfaits de la pornographie. Elle est aussi créatrice digitale et partage des sujets culturellement pertinents du point de vue chrétien sur son compte Instagram

## Citations dans le magazine Maxim
En 2010, elle est considérée par le magazine Maxim comme l'une des 12 plus grandes stars du porno.

## Récompenses
- 2006 NightMoves Award - Fan Choice for Best New Starlet[4]
- Nomination en 2006 aux XRCO Awards pour Cream Dream[5]
- Nomination en 2007 aux AVN Awards pour Best New Starlet[5]
- Nomination en 2010 aux AVN Awards, catégorie Best Solo Sex Scene pour Self Service[6]

## Filmographie sélective
Films érotiques
- 2011 : Bikini Time Machine (téléfilm) : Kandy
- 2012 : Dirty Blondes from Beyond (téléfilm) : agent Jones

Films pornographiques
- 2005 : Barely Legal 55
- 2006 : Pussy Party 18
- 2006 : Girlvana 2
- 2007 : Be My Bitch 3
- 2008 : Teen MILF 4
- 2009 : Big Breasted Nurses 2
- 2010 : Vampire Sex Diaries
- 2011 : Party Girls
- 2012 : Molly's Life 14
- 2013 : Best of Girlvana
- 2014 : Big Tits in Uniform 12